# 詹姆斯·阿莫斯

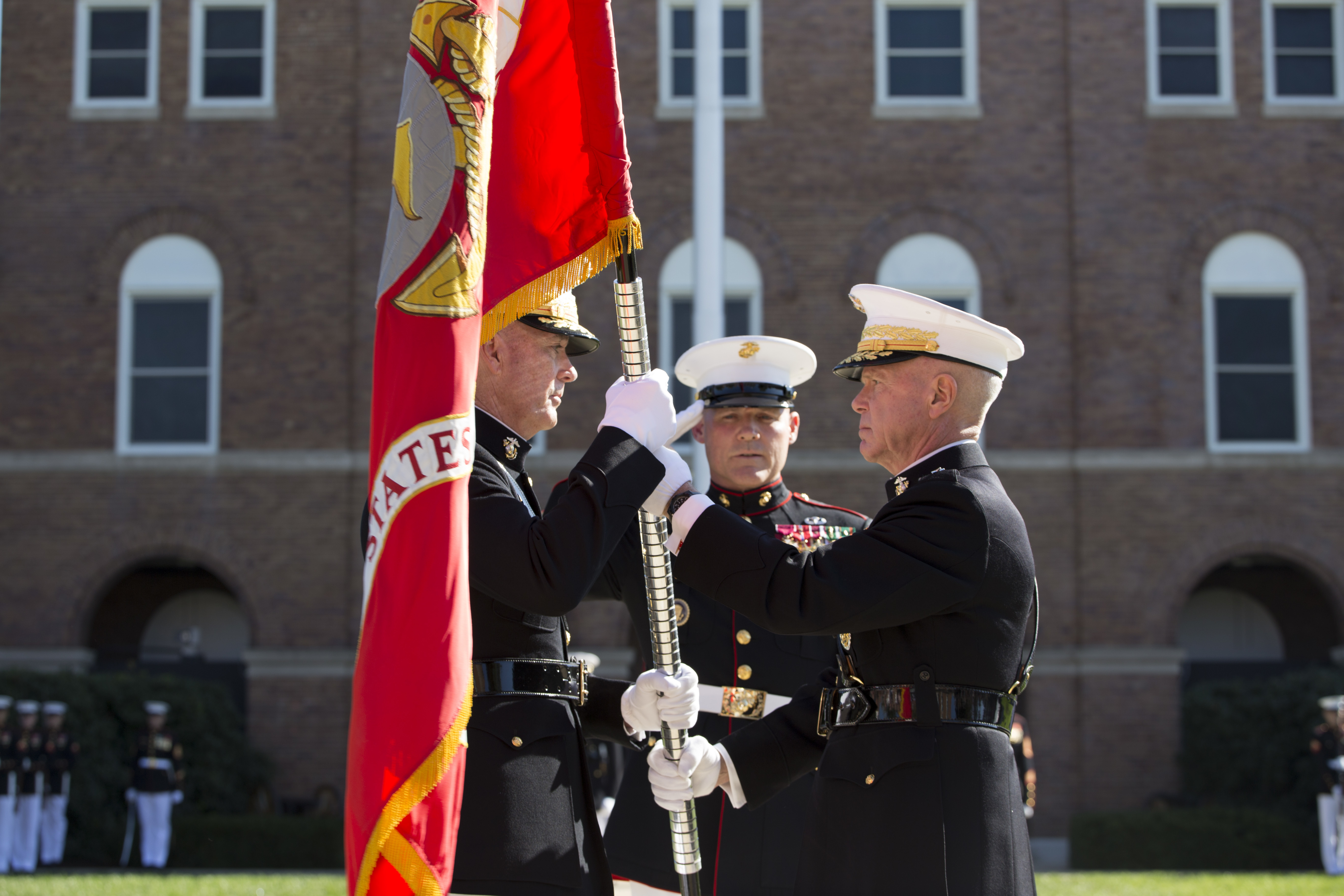
2014年10月17日，阿莫斯向新任司令邓福德移交军旗

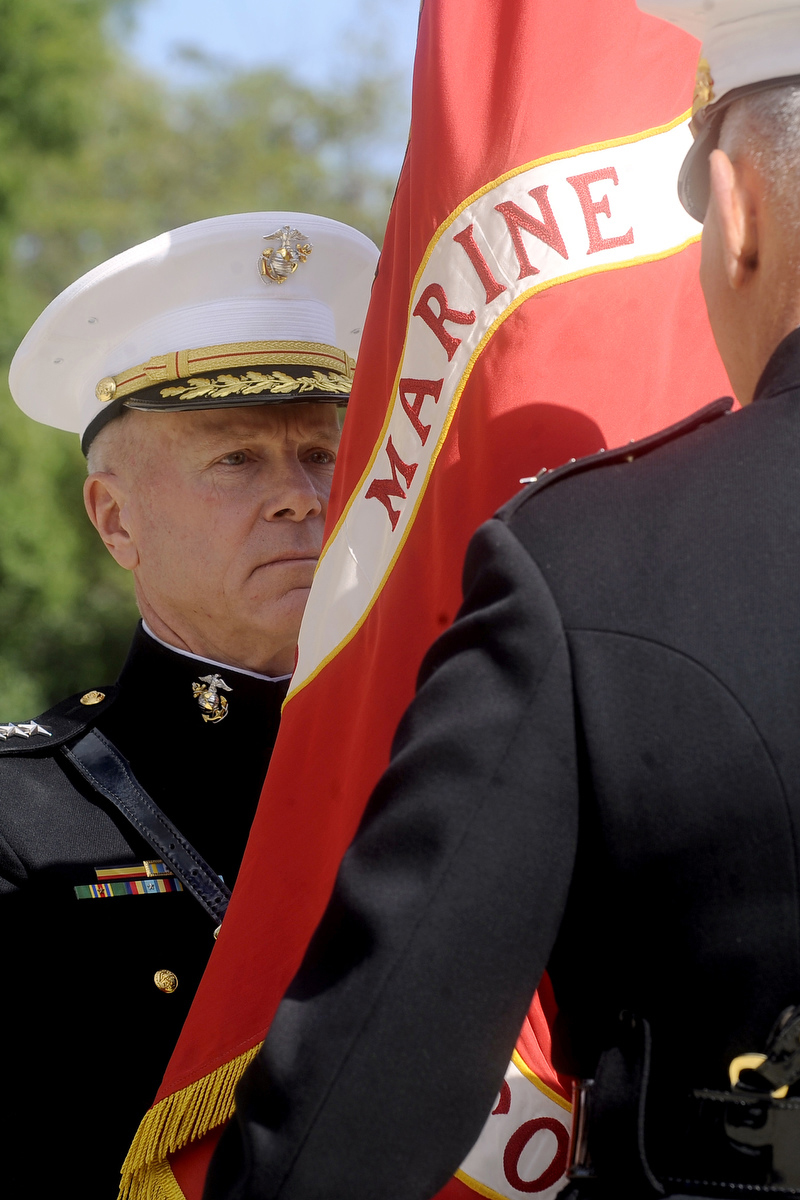
阿莫斯在就职典礼上从前任手中接过军旗

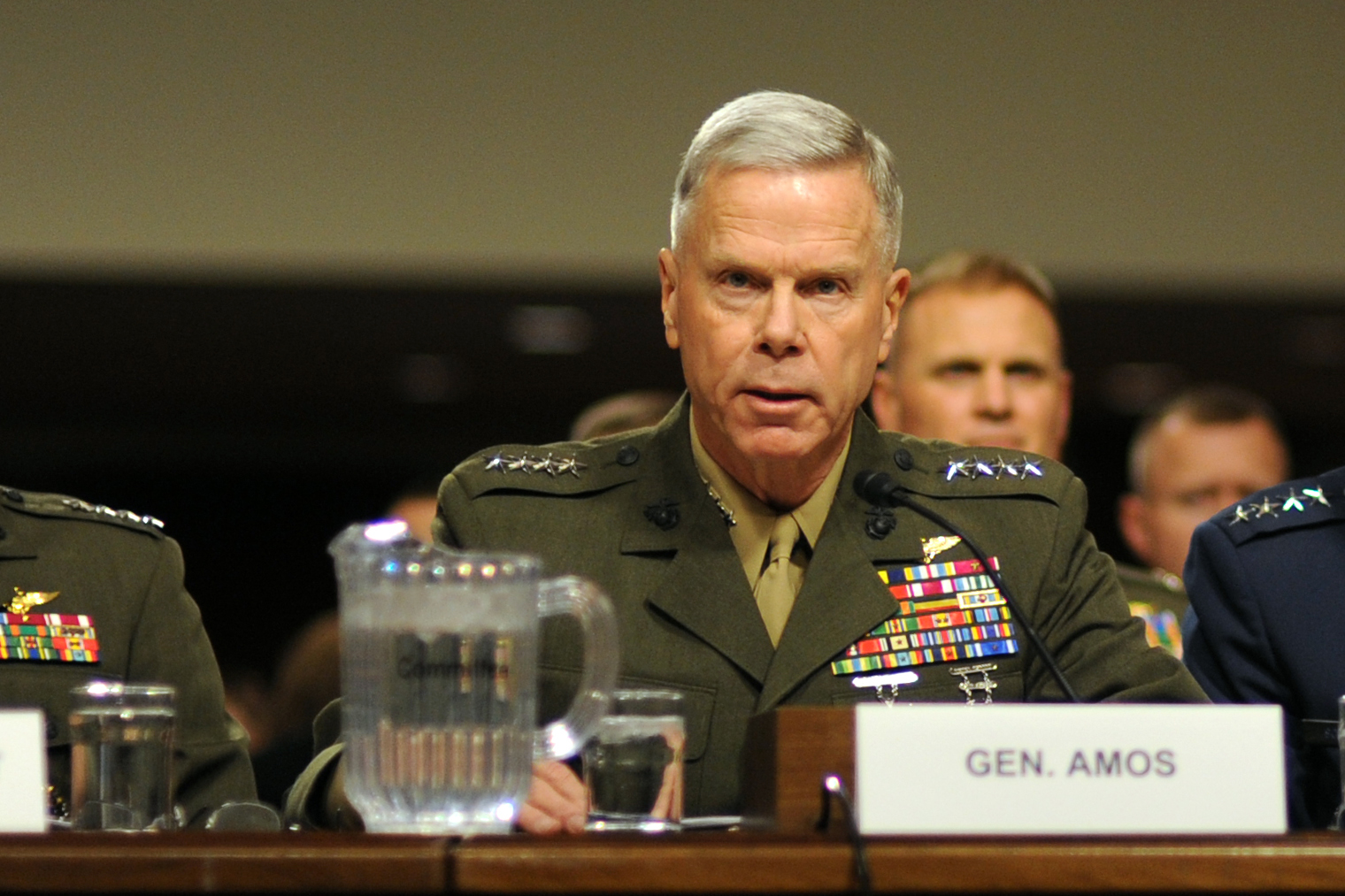
阿莫斯在参议院军事委员会不问不说政策听证会上作证

詹姆斯·F·“吉姆”·阿莫斯（英語：James F. "Jim" Amos)，昵称驯兽师（英語：Tamer），1946年11月12日—，美国海军陆战队上将，兵種為陸戰隊航空兵，为第35任美国海军陆战队司令，于2014年10月17日卸任，并退役。2003年至2004年在伊拉克战争中擔任第3陸戰航空聯隊長，2008年7月3日至2010年10月22日担任陸戰隊副司令。

## 早年生活
阿莫斯上将1946年11月12日出生于愛達荷州文代爾 (愛達荷州)，1970年在爱达荷大学毕业，获金融经济理学学士学位，參加海军预备军官训练团後，授階為海军陆战队少尉。

## 军事生涯
1971年阿莫斯成为海军陆战队飞行员，在第212、232、235、122等四支陆战队攻击战斗机中队任职，飞行F-4鬼怪II战斗机，并曾在第15陆战航空大队、第31陆战航空大队、第3远征军、第7训练中队、基本学校
、陆战队空地特遣队等部队担任参谋职务。1985年，阿莫斯中校担任了第24陆战队航空基地中队中队长，1987年调往第212陆战队攻击战斗机中队担任主任参谋，随部部署到西太平洋，展开“最后一舞行动”，该次行动是是F-4战斗机退役前最后一次海外执行任务。随着F-4战斗机战斗机的退役，阿莫斯改飞F/A-18大黄蜂战斗攻击机，并担任第312陆战队攻击战斗机中队长，配属到第8舰载机联队，在西奥多·罗斯福号航空母舰（CVN-71）上执行任务。1996年5月，已经晋升上校的阿莫斯担任第31陆战航空大队长，驻扎在南卡罗来纳州的博福特。1998年晋升为准将，阿莫斯派赴北约，担任南欧海上攻击部队副司令，兼任海军陆战队欧洲舰队副司令，驻扎在意大利那不勒斯。此期间，还曾兼任北约科索沃核查协调中心主任，空袭南联盟任务中兼任美国联合特遣部队参谋长。2000年，阿莫斯调到五角大楼，担任海军陆战队分管航空助理副司令，2001年12月，改任计划政策和作战助理副司令。2002年8月阿莫斯再次回到部队任职，担任第3陆战航空联队联队长，率部出征科威特和伊拉克，参加伊拉克战争。2004年7月到2006年7月，担任第2远征军司令。2006年8月到2008年7月，阿莫斯担任海军陆战队战斗发展整合副司令，兼任海军陆战队战斗发展司令部司令。
2008年7月4日，阿莫斯晋升上将，担任海军陆战队副司令。2010年6月，时任国防部长罗伯特·盖茨推荐阿莫斯接替即将到期的詹姆斯·康威，担任下届海军陆战队司令，并推荐时任海军陆战队第1远征军司令的约瑟夫·邓福德晋升上将，繼任阿莫斯的海军陆战队副司令职务。7月17日，总统贝拉克·奥巴马会见了阿莫斯，并于20日正式宣布了提名。9月21日，美国参议院军事委员会举行了听证会，此提名很快得以通过，10月22日，海军陆战队司令交接仪式在海军陆战队华盛顿特区军营举行，阿莫斯正式成为第35届海军陆战队司令，成为了海军陆战队历史上首位飞行员出身的司令，也是自1983年以来首次由副司令升任的司令。2014年10月17日，阿莫斯上将卸任司令，并退役，完成了44年服役。

## 热点事件

### 不问不说
作为司令，阿莫斯本来反对废除已经实施多年的军中同性恋政策“不问，不说”，但在奥巴马总统签署了废除法律之后，阿莫斯率先表态贯彻文职政府的领导意图。在2011年11月下旬，阿莫斯表示，他之前反对军中同性恋者公开化被证明是多虑的，海军陆战队是一支能够拥抱变化的部队。

### 与海军陆战队时报的冲突
独立出版物海军陆战队时报曾报道说，阿莫斯利用“专业化”等借口下令全球所有海军陆战队军营售货亭中把海军陆战队时报从醒目的位置拿掉，海军陆战队时报认为此举是针对该报对阿莫斯一些负面传闻报道的报复，可能主要指报道阿莫斯照顾前任康威的儿子升职。阿莫斯则回应声称从没有任何意图要禁止该报纸。

### 滥用职权干涉调查事件
海军陆战队法務官詹姆斯·魏里克少校指称阿莫斯在美國海軍陸戰隊員對塔利班戰士撒尿影片调查中滥用职权，干涉调查，但监察长认为阿莫斯的的行为在这种情况下是合理的，阿莫斯滥用职权不成立。阿莫斯声称，他更换瓦尔德豪泽的职务并不违法。
美国海军犯罪调查局和美國國防部督察長室将继续调查此案。北卡罗来纳州众议员小沃尔特·琼斯也施加压力，促使阿莫斯为此案作证。
阿莫斯也接受了干扰对坦雷尔·希莱斯上士的性侵案件的调查，法官引述阿莫斯施加影响造成颠覆了对前上士斯蒂夫·霍威尔的性侵指控。

## 功奖
|             |                           |                         |                           |  |
|             |                           |                         |                           |  |
| Gold star   |                           |                         |                           |  |
|             |                           | Bronze oak leaf cluster |                           |  |
| Bronze star | Bronze star · Bronze star |                         | Bronze star · Bronze star |  |
| Bronze star |                           |                         |                           |  |
| Silver star | Bronze star               | Bronze star             |                           |  |

### 外国勋章奖章
- 旭日大绶章（日本，2014年4月11日公布[22]）